# Пайфер, Джо
Джо́зеф О́ливер Па́йфер (англ. Joseph Oliver Pyfer; род. 17 сентября 1996, Вайнленд, США) — американский боец смешанных боевых искусств, представитель средней весовой категорий. Выступает на профессиональном уровне начиная с 2018 года. На данный момент выступает в Ultimate Fighting Championship (UFC). Бывший чемпион AOWCF и ROC в среднем весе.

## Биография
Выросший в Питтсгроув Тауншип, штат Нью-Джерси , Пайфер учился в средней школе Артура П. Шалика и начал соревноваться в школьной команде по борьбе в десятом классе, где он смог применить навыки джиу-джитсу и дзюдо, которым он научился в детстве.

## Титулы и Достижения
Ultimate Fighting Championship (UFC)
- «Выступление вечера» (три раза), в боях против Алена Амедовски, Абдул Разака Альхассана и Марка-Андре Баррьо

UFC Honors Awards
- Номинант на премию «Выбор фанатов» на лучший дебют года против Алена Амедовски (2022)

Art of War Cage Fighting
- Чемпион в среднем весе (один раз)

Ring of Combat
- Чемпион в среднем весе (один раз)

## Статистика в смешанных единоборствах
| Боёв 17  | Побед 14 | Поражений 3 |
| -------- | -------- | ----------- |
| Нокаутом | 9        | 1           |
| Сдачей   | 3        | 1           |
| Решением | 2        | 1           |

| Результат | Рекорд | Соперник              | Способ                                 | Турнир                                   | Дата             | Раунд | Время | Место                          | Примечание                                             |
| --------- | ------ | --------------------- | -------------------------------------- | ---------------------------------------- | ---------------- | ----- | ----- | ------------------------------ | ------------------------------------------------------ |
| Победа    | 14–3   | Келвин Гастелум       | Единогласное решение                   | UFC 316                                  | 7 июня 2025      | 3     | 5:00  | Ньюарк, Нью-Джерси, США        |                                                        |
| Победа    | 13–3   | Марк-Андре Баррьо     | KO (удары)                             | UFC 303                                  | 29 июня 2024     | 1     | 1:25  | Лас-Вегас, Невада, США         | «Выступление вечера» (3)                               |
| Поражение | 12–3   | Джек Херманссон       | Единогласное решение                   | UFC Fight Night: Херманссон vs. Пайфер   | 10 февраля 2024  | 5     | 5:00  | Лас-Вегас, Невада, США         |                                                        |
| Победа    | 12–2   | Абдул Разак Альхассан | Техническая сдача (ручной треугольник) | UFC Fight Night: Доусон vs. Грин         | 7 октября 2023   | 2     | 2:05  | Лас-Вегас, Невада, США         | «Выступление вечера» (2)                               |
| Победа    | 11–2   | Джеральд Миршарт      | TKO (удары)                            | UFC 287                                  | 8 апреля 2023    | 1     | 3:15  | Майями, Флорида, США           |                                                        |
| Победа    | 10–2   | Ален Амедовски        | TKO (удары)                            | UFC Fight Night: Сэндхэген vs. Сун       | 17 сентября 2022 | 1     | 3:55  | Лас-Вегас, Невада, США         | «Выступление вечера» (1)                               |
| Победа    | 9–2    | Оззи Диас             | TKO (удары)                            | Dana White's Contender Series (season 6) | 26 июля 2022     | 2     | 1:39  | Лас-Вегас, Невада, США         |                                                        |
| Победа    | 8–2    | Остин Тротман         | KO (удар)                              | CFFC 104                                 | 17 декабря 2021  | 2     | 2:55  | Атлантик-Сити, Нью-Джерси, США |                                                        |
| Поражение | 7–2    | Дастин Стольцфус      | TKO (травма руки)                      | Dana White's Contender Series (season 4) | 11 августа 2020  | 1     | 4:21  | Лас-Вегас, Невада, США         |                                                        |
| Победа    | 7–1    | Чейз Гэмбл            | TKO (удары)                            | Ring of Combat 71                        | 21 февраля 2020  | 2     | 1:04  | Атлантик-Сити, Нью-Джерси, США |                                                        |
| Поражение | 6–1    | Джоновен Пати         | Сдача (гильотина)                      | Ring of Combat 70                        | 23 ноября 2019   | 2     | 1:00  | Атлантик-Сити, Нью-Джерси, США | Утратил титул чемпиона ROC в среднем весе              |
| Победа    | 6–0    | Мэтт Фостер           | TKO (удары)                            | Ring of Combat 69                        | 13 сентября 2019 | 1     | 1:07  | Атлантик-Сити, Нью-Джерси, США | Завоевал вакантный титул чемпиона ROC в среднем весе   |
| Победа    | 5–0    | Элайджа Гболли        | KO (удары)                             | Ring of Combat 68                        | 31 мая 2019      | 2     | 1:36  | Атлантик-Сити, Нью-Джерси, США |                                                        |
| Победа    | 4–0    | Эрик Ронкорони        | Сдача (удушение сзади)                 | Art of War Cage Fighting 11              | 16 февраля 2019  | 1     | 4:53  | Филадельфия, Пенсильвания, США | Завоевал вакантный титул чемпиона AOWCF в среднем весе |
| Победа    | 3–0    | Лорензо Хант          | Техническая сдача (удушение сзади)     | Art of War Cage Fighting 8               | 5 октября 2018   | 1     | 3:47  | Филадельфия, Пенсильвания, США |                                                        |
| Победа    | 2–0    | Дерек Уилсон          | Единогласное решение                   | CES MMA 52                               | 17 августа 2018  | 3     | 5:00  | Филадельфия, Пенсильвания, США | Бой в промежуточном весе                               |
| Победа    | 1–0    | Стивен Ковингтон      | TKO (удары)                            | Art of War Cage Fighting 7               | 18 мая 2018      | 1     | 2:40  | Филадельфия, Пенсильвания, США | Дебют в среднем весе                                   |